# Русалівський заказник
Русалівський заказник — гідрологічний заказник місцевого значення. Об'єкт розташований на території Маньківського району Черкаської області, село Русалівка.
Площа — 40,4 га, статус отриманий у 2003 році.